# Municipalità locale di Emakhazeni
Emakhazeni è una municipalità locale (in inglese Emakhazeni Local Municipality) appartenente alla municipalità distrettuale di Nkangala della provincia di Mpumalanga in Sudafrica. 
In base al censimento del 2001 la sua popolazione è di 43 008 abitanti. Questa municipalità locale è anche chiamata Highlands.
Il suo territorio si estende su una superficie di 4.735 km² ed è suddiviso in 7 circoscrizioni elettorali (wards). Il suo codice di distretto è MP314.

## Geografia fisica

### Confini
La municipalità locale di Emakhazeni confina a nord con quelle di Elias Motsoaledi (Sekhukhune/Limpopo) e Thaba Chweu (Ehlanzeni), a est con quella di Mbombela (Ehlanzeni), a sud con quella di Albert Luthuli (Gert Sibande) e a ovest con quella di Steve Tshwete.

### Città e comuni
- Airlie
- Belfast
- Dalmanutha
- Dullstroom
- eMgwenya
- Emthonjeni
- Helvetia North
- Hemlock
- Highlands
- Kwaggaskop
- Machadodorp
- Palmer
- Sakhelwe
- Santa
- Siyathuthuka
- Stoffberg
- Sycamore
- Waterval Boven
- Waterval-Onder
- Wonderfontein

### Fiumi
- Buffelskloofspruit
- Crocodile
- Elandspruit
- Grootspruit
- Kruis
- Leeuspruit
- Lunsklip
- Lupelule
- Ngodwana
- Rietvleispruit
- Selons
- Spekboom
- Steelpoort
- Swartkoppiespruit
- Weltevredespruit

### Dighe
- Belfast Dam